# Sharp (bedrijf)

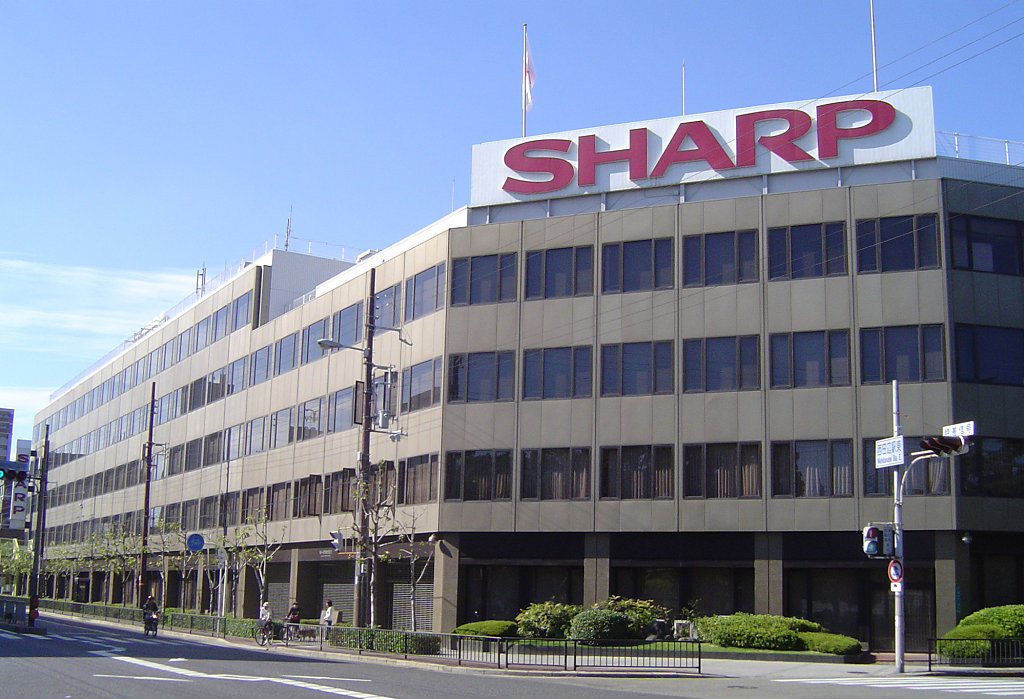
Hoofdkantoor van Sharp in Osaka.

Sharp Corporation (Jp.:シャープ株式会社 ; Shāpu Kabushiki-gaisha) is een Japans consumentenelektronicabedrijf.

## Geschiedenis
Het bedrijf werd opgericht in 1912. De naam is afgeleid van een uitvinding van Tokuji Hayakawa, medeoprichter van het bedrijf. Deze uitvinding heette de Ever-Ready Sharp Pencil, een speciaal soort potlood. In 1915 gingen de activiteiten verder onder de naam Hayakawa Brothers. In 1923 werden de fabrieken vernietigd tijdens de Kanto-aardbeving. Sharp verhuisde naar Osaka en startte daar met het bouwen van radio's, die op de markt kwamen in 1925.
Na de oorlog kreeg het in 1949 een beursnotering aan de Osaka Securities Exchange. In 1953 kwam Sharp als eerst in Japan op de markt met televisietoestellen. In 1960 startte in Japan de televisie uitzendingen in kleur. In 1962 werd de eerste overzeese verkoopvestiging, Sharp Electronics Company, geopende in de Verenigde Staten. In 1970 werd de naam gewijzigd in Sharp Corporation en trok Tokiju Hayakawa zich deels terug uit de dagelijkse leiding van het bedrijf. Het eerste kleurenkopieerapparaat van Sharp werd in 1972 aan de markt getoond.
Vanaf het begin van de tachtiger jaren nam de internationalisatie van het bedrijf sterk toe. In veel landen werden verkoopvestigingen geopend en later volgden ook fabrieken.
Door de financiële problemen was Sharp op zoek naar een sterke partner. In maart 2016 werd bekend dat Hon Hai Precision Industry Co., ook bekend als Foxconn, een meerderheidsbelang van 66% zal nemen en betaalt hiervoor 389 miljard yen (circa 3 miljard euro). Eerder bood Foxconn nog 5,3 miljard euro voor het bedrijf, maar vanwege hoger dan verwachte schulden en slechte vooruitzichten voor Sharp werd het bod verlaagd. De overname versterkt de positie van Foxconn als producent van elektronica nu de producten van Sharp, waaronder lcd-schermen voor de iPhones en iPads van Apple, hieraan zijn toegevoegd. Begin mei 2016 werd Tai Jeng-Wu van Foxconn aangesteld als bestuursvoorzitter van Sharp.
Medio 2018 maakte Toshiba de verkoop bekend van het bedrijfsonderdeel dat personal computers maakt aan Sharp. Sharp kocht zo'n 80% van de aandelen voor 31 miljoen euro. De computer verkopen staan onder zware druk, in 2011 verkocht Toshiba zo’n 17,7 miljoen pc's maar in 2017 was dit gedaald naar circa 1,5 miljoen stuks. Sharp wordt met deze transactie weer actief in een markt waar het zich zo'n acht jaar geleden uit heeft teruggetrokken.

## Activiteiten
Sharp had in 2022 zo'n 48.000 werknemers in dienst, waarvan de helft buiten Japan werkt. De producten worden over de hele wereld verkocht, vaak onder de naam Sharp Electronics. Van de totale omzet wordt zo'n twee derde buiten de thuismarkt gerealiseerd en de Volksrepubliek China neemt bijna zo'n 40% van de totale omzet voor zijn rekening. Een belangrijke klant van het bedrijf is Apple inc., deze had een aandeel van 17% in de totale omzet van Sharp in het gebroken boekjaar 2022/23.

### Producten van Sharp

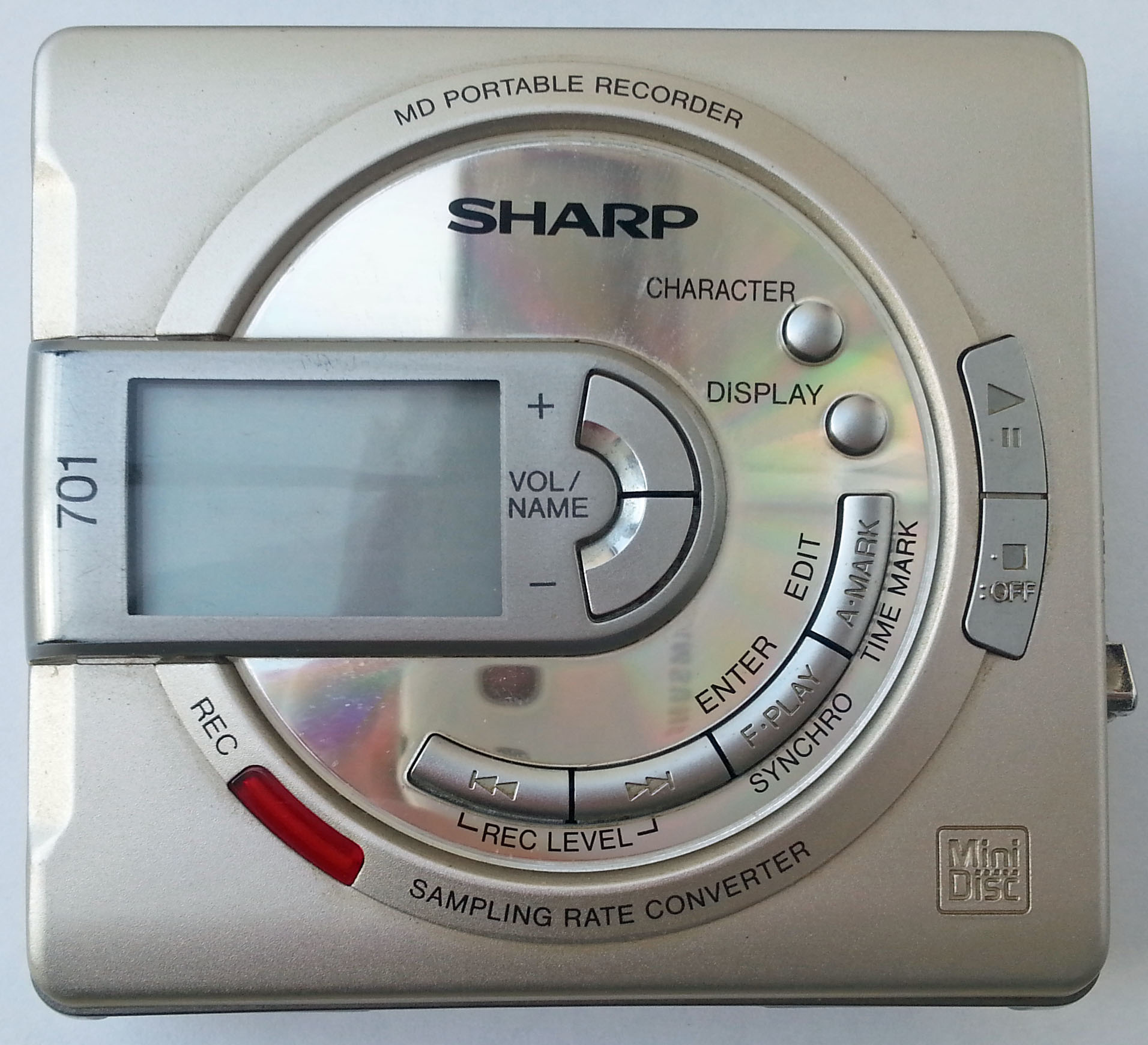
Sharp MD-MS701H

- Televisietoestellen
  - liquid-crystal display (lcd)
  - Beeldbuis
- Computermonitoren
- Rekenmachines
- Walkmans
- Notebooks
- Flashgeheugenproducten
  - USB-sticks
  - Geheugenkaarten

- CMOS en CCD lenzen
- Magnetrons
- Projectors
- Kopieerapparaten
- Zonnepanelen
- Videorecorders
- Portable Airconditioner
- Luchtreinigers en bevochtigers

### Resultaten
De resultaten van Sharp staan al jaren onder druk. Vooral de concurrentie in de markt voor liquid-crystal displays is groot. Boven op de lagere bedrijfsresultaten waren grote voorzieningen nodig voor herstructureringen. In het boekjaar tot maart 2015 leed het bedrijf een zwaar verlies van, omgerekend, US$ 1,9 miljard en het eigen vermogen was bijna volledig verdampt. Het bestuur gaat 3500 werknemers ontslaan en heeft gewaarschuwd voor een mogelijk faillissement. In het gebroken boekjaar tot 31 maart 2016 daalde de omzet met bijna 12%, vooral door lagere verkopen van consumentenelektronica.
Met de komst van Foxconn als grootaandeelhouder is de vermogenspositie van Sharp versterkt en zijn de resultaten verbeterd en ook veel stabieler geworden. 2023 is een uitzondering, in dat jaar liepen de resultaten van het bedrijfsonderdeel Display Devices sterk terug en het bedrijf besloot op de waarde van dit onderdeel een extra eenmalige afschrijving te doen van ¥ 220 miljard.
Sharp heeft een gebroken boekjaar dat loopt van 1 april tot en met 31 maart.
| Jaar    | Omzet | Bedrijfs- resultaat | Netto- resultaat | Solvabiliteit |
| ------- | ----- | ------------------- | ---------------- | ------------- |
| 03/2010 | 2756  | 51,9                | 4,4              | 36,8%         |
| 03/2011 | 3022  | 78,9                | 19,4             | 35,6%         |
| 03/2012 | 2456  | −37,5               | −376,1           | 23,9%         |
| 03/2013 | 2479  | −146,3              | −545,3           | 6,0%          |
| 03/2014 | 2927  | 108,6               | 11,6             | 8,9%          |
| 03/2015 | 2786  | −48,1               | −222,3           | 1,5%          |
| 03/2016 | 2462  | −162,0              | −256,0           | −2,7%         |
| 03/2017 | 2051  | 62,4                | −24,9            | 16,6%         |
| 03/2018 | 2427  | 90,1                | 70,2             | 19,8%         |
| 03/2019 | 2395  | 77,4                | 64,0             | 18,5%         |
| 03/2020 | 2262  | 51,5                | 13,7             | 14,1%         |
| 03/2021 | 2426  | 83,1                | 53,3             | 18,2%         |
| 03/2022 | 2496  | 84,7                | 74,0             | 23,3%         |
| 03/2023 | 2548  | −25,7               | −260,8           | 11,8%         |

## Trivia
- Tussen 1982 en 2000 was Sharp sponsor van de Engelse voetbalclub Manchester United. Tussen 1993 en 1999 won Manchester veel prijzen. Deze jaren werden ook wel The Sharp Years genoemd.